# Benjamin Simons
 Benjamin Simons (ur. 16 lutego 1991 w Cadillac) – amerykański koszykarz, występujący na pozycjach rzucającego obrońcy lub niskiego skrzydłowego, od 23 lipca 2023 zawodnik PGE Spójni Stargard.
Benjamin Simons ma 203 cm wzrostu i 31 lat, gra na pozycji silnego i niskiego skrzydłowego. W latach (2009–2013) grał na uczelni Drake w barwach Bulldogs przez cztery sezony. Zawodową karierę rozpoczął w lidze niemieckiej w barwach Walter Tigers Tybinga, gdzie rozegrał tylko 6 spotkań, w ciągu średnio 8 minut spędzonych na parkiecie notował 1,5 punktu i 1,5 zbiórki na mecz. W listopadzie 2013 zagrał w Belgii w zespole Telenet Antwerp Giants, a w kolejnym sezonie występował tam w rozgrywkach w Eurochallenge (FIBA Europe Cup).

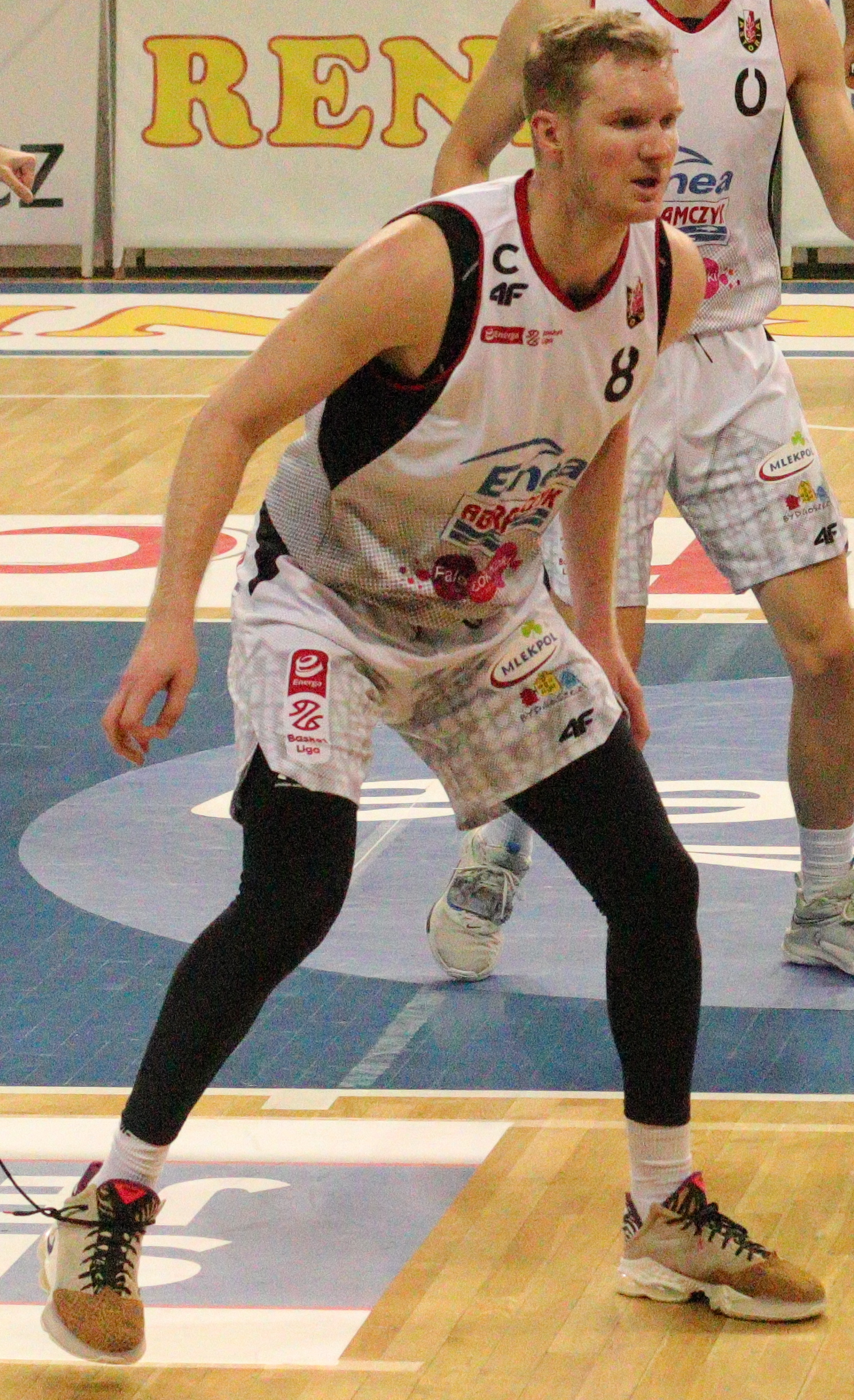
Benjamin Simons

W sezonie 2017/2018 grał w hiszpańskiej lidze ACB – Monbus Obradoiro (31 meczów, średnio 15 minut, 5,8 punktu (42% z gry, 40% za 3), 1,4 zbiórki i 0,3 asysty) oraz 2018/2019 (28 meczów, średnio 20 minut, 9,8 punktu (40% z gry, 42% za 3), 1,8 zbiórki i 0,8 asysty). W sezonie 2019/2020 reprezentował barwy Telekom Baskets Bonn, gdzie występował także w Basketball Champions League (39 spotkań, średnio 22 minuty i notując 10,3 punktu, 45% z gry, 42% za 3, 2,1 zbiórki i 1,2 asysty na mecz). 
W 2020 rozpoczął grę w Argentynie w zespole Obera Tenis Club (6 spotkań), następnie na Węgrzech grał w Egis Körmend (12 spotkań). W sezonie 2022/2023 grał w II lidze hiszpańskiej w zespole Acunsa Gipuzkoa (LEB Gold), rozegrał tam (33 mecze, notował średnio 11,6 punktu (46% z gry, 42% za 3), 3,0 zbiórki i 1,1 asysty na mecz). 
Następnie grał w polskiej lidze w Energa Basket Lidze w zespole Astoria Bydgoszcz w sezonie 2022/2023 (33 minuty gry, zdobywał 13,8 punktu, miał też 3,7 zbiórki, 1,3 asysty i przechwyt, wystąpił we wszystkich 30 meczach).

## Osiągnięcia
Stan na 6 grudnia 2023, na podstawie, o ile nie zaznaczono inaczej.
NCAA
- Zaliczony do:
  - I składu zawodników, którzy poczynili największy postęp w konferencji Missouri Valley (MVC – 2012)
  - II składu konferencji MVC (2012, 2013)

Drużynowe
- Finalista:
  - Pucharu Belgii (2014, 2017)
  - Superpucharu Belgii (2014)